# Pitticite
La pitticite è un minerale.